# Болгарский военный контингент в Ираке
Болгарский военный контингент в Ираке — подразделение вооружённых сил Болгарии, созданное в 2003 году и находившееся в составе сил многонациональной коалиции с августа 2003 года до декабря 2008 года.

## История
14 марта 2003 года правительство Болгарии (вместе с правительствами Великобритании и Испании) поддержало ультиматум США к Ираку и было приглашено к участию в военной операции. После того, как вооружённые нападения на подразделения американских и британских войск в Ираке участились, заинтересованность военно-политического руководства США в привлечении к операции в Ираке войск других стран увеличилась.
Изначально было заявлено, что Болгария отправит в Ирак мотострелковый батальон из 500 военнослужащих для охраны объектов и патрулирования коммуникаций в польской зоне ответственности. В августе 2003 года в Ирак были направлены первые 485 болгарских военнослужащих (пехотный батальон).
В соответствии с постановлением совета министров № 260/2003 всем военнослужащим, согласившимся на участие в операции в Ираке было установлено увеличенное денежное довольствие - полуторный оклад и дополнительная выплата в размере 60 долларов США в день "за особые условия службы" (в 2016 году правительство признало, что это постановление было принято с нарушениями законодательства страны и оно было отменено).
На вооружении контингента находились бронемашины (БМП-23, БТР-60ПБ и БРДМ-2), автомобильная техника, стрелковое оружие (в основном, 7,62-мм автоматы Калашникова и снайперские винтовки), личный состав получил улучшенную экипировку: КВ-радиостанции "Harris" и портативные УКВ-радиостанции "Motorola", бронежилеты, кевларовые каски, наколенники и другое снаряжение.
В конце августа 2003 года 250 болгарских солдат были размещены на военной базе в городе Кербела, их командир подполковник П. Маринов был назначен военным комендантом города (ранее находившегося под контролем морской пехоты США).
29 августа 2003 болгарских солдат в Кербеле обстреляли из гранатомёта, пострадавших не имелось. Это была первая атака, предпринятая против военнослужащих болгарского контингента в Ираке.
В середине декабря 2003 года более 50 военнослужащих Болгарии отказались от командировки в Ирак, вслед за этим министр обороны Болгарии Николай Свинаров пообещал всем согласившимся на прохождение службы в Ираке увеличить размер денежной выплаты за особые условия службы до 100 долларов в день.
В конце декабря 2003 года в Кербеле были сосредоточены 500 польских и 500 болгарских солдат под польским командованием. 27 декабря 2003 года в городе были одновременно атакованы военная база "Индия" в северной части города (на которой находились болгарские солдаты), военная база коалиционных войск в южной части города (на которой находились солдаты Польши, Таиланда и США) и полицейский участок (в котором помимо полицейских находились инструкторы США), четвёртая заминированная машина взорвалась возле здания городской администрации. Ворота военной базы "Индия" протаранил заминированный бензовоз, который затем взорвался возле главного здания базы. В результате, были убиты шесть военнослужащих коалиции (четыре солдата Болгарии и два солдата Таиланда), 7 иракских полицейских и 5 гражданских лиц. Ещё несколько военнослужащих Болгарии получили ранения. На следующий день от полученных во время атаки ранений умер пятый болгарский солдат. После атаки обстановка в городе ухудшилась, болгарские солдаты взяли под контроль главные улицы и оборудовали на них блок-посты.
Кроме того, после боя в Кербеле ещё 47 проходивших подготовку для отправки в Ирак болгарских военнослужащих отказались отправиться в Ирак.
В апреле 2004 года обстановка в зоне ответственности болгарского контингента значительно обострилась.
- 6 апреля 2004 в районе города Насирия при обстреле транспортной колонны был убит сотрудник компании СОМАТ, водитель грузовика - гражданин Болгарии Марио Димитров Манчев[11].
- 23 апреля 2004 года в районе города Кербела была атакована колонна болгарского контингента (погиб один военнослужащий и сгорели два БТР)[12].
- 26 апреля 2004 года была обстреляна автоколонна, в которой находилась автомашина прибывшего в Ирак с визитом президента Болгарии Г. Пырванова, пострадавших не имелось, но после происшествия Пырванов вернулся в Болгарию. Вместе с ним в Болгарию на самолёте были отправлены восемь раненых солдат болгарского контингента[13].

После этого ещё 44 военнослужащих болгарского контингента в Ираке подали рапорт о возвращении в Болгарию. Кроме того, ещё один болгарский военнослужащий был убит в бою с боевиками шиитских вооружённых формирований, ещё 1 военнослужащий совершил дисциплинарный проступок и был отправлен в Болгарию, чтобы предстать перед военным судом, и ещё 9 военнослужащих отправили в Болгарию по состоянию здоровья. В результате, к началу июня 2004 года фактическая численность болгарского контингента в Ираке сократилась больше чем на 10% от штатной численности батальона (485 человек).
28 июня 2004 года в районе города Мосул были похищены два водителя болгарской торговой компании - граждане Болгарии Ивайло Кепов и Георги Лазов, позднее они были убиты.
30 июня 2004 года на американском авиалайнере "Боинг-737" с аэродрома Пловдива в Кувейт были переброшены первые 160 военнослужащих 3-го болгарского пехотного батальона, откуда они прибыли в Кербелу и в ходе ротации личного состава 3 июля 2004 года заменили собой находившихся там военнослужащих 2-го болгарского пехотного батальона.
24 октября 2004 в пригороде города Кербела при прохождении автоколонны болгарского контингента взорвался припаркованный на обочине грузовик. Один военнослужащий, старший сержант, скончался по дороге в госпиталь, ещё трое получили ранения, один болгарский автомобиль был уничтожен.
4 марта 2005 года в городе Эд-Дивания военнослужащие США по ошибке открыли огонь по болгарским солдатам, в результате был убит сержант болгарской армии.
21 апреля 2005 года в 20 км к северу от Багдада выстрелом из гранатомёта был сбит вертолёт Ми-8 компании "Heli Air", выполнявший полёт по заказу компании "Skylink Air and Logistics Support Inc.", погибли все 11 контрактников на борту - три члена экипажа (граждане Болгарии Любомир Костов, Георги Найденов и Стоян Анчев), шесть сотрудников частной военной компании "Blackwater USA" (граждане США) и два сотрудника частной военной компании "Global Risk Strategies Ltd." (граждане Фиджи).
15 июня 2005 года в 55 километрах к юго-востоку от города Дивания во время наступательной операции "Operation White Shield" упала в канал бронемашина БРДМ-2 болгарского контингента, в результате два солдата погибли и ещё один был травмирован.
В декабре 2005 года военнослужащие 5-го пехотного батальона на базе в городе Дивания получили первые 350 шт. из заказанных для контингента бронежилетов "Burgmann".
В дальнейшем, в декабре 2005 года под давлением общественности болгарский контингент был выведен из Ирака (к этому времени в Ираке погибли 13 болгарских солдат и 6 гражданских лиц), однако уже 22 февраля 2006 года правительство Болгарии вновь приняло решение отправить в Ирак 155 военнослужащих, которые были размещены на базе "Asraf" в центральной части страны, в 25 милях к северу от Багдада.
В мае 2006 года на вооружение пехотной роты в лагере "Asraf" передали образцы нового нелетального оружия (светошумовые гранаты М84 и стреляющие ирритантом пневматичеcкие винтовки FN 303)
В июле 2006 года министерство обороны Болгарии приняло решение о создании учебного центра для обучения болгарских солдат с учётом опыта, полученного в Ираке (в частности, правилам проверки зданий и помещений, действиям при попадании в засаду, навыкам обнаружения замаскированных минно-взрывных устройств и противодействию неожиданным атакам противника с использованием заминированных автомашин под управлением смертников).
3 мая 2007 года министр обороны Болгарии сообщил о намерении прекратить участие страны в операции в Ираке, но в марте 2008 года правительство Болгарии утвердило решение о продлении срока пребывания контингента до конца декабря 2008 года.
В декабре 2008 года болгарский военный контингент был окончательно выведен из Ирака, однако в стране остались "контрактники" из числа граждан Болгарии (так, в октябре 2011 года из Багдада в Стамбул были вывезены семь болгарских строительных рабочих, после выполнения контракта оставшиеся в "зелёной зоне" Багдада, а ещё десять болгар - шоферов грузовиков работали в Ираке до конца декабря 2015 года).

## Последующие события
14 декабря 2005 года "с целью повышения возможностей вооружённых сил страны в заграничных операциях" США передали министерству обороны Болгарии по программе военной помощи оборудование общей стоимостью 1 млн. долларов (компьютеры с программным обеспечением).
В общей сложности, с 22 августа 2003 до 31 декабря 2008 года Болгария направила в Ирак 3367 военнослужащих, потери контингента составили 13 военнослужащих убитыми и свыше 30 ранеными, расходы на содержание контингента составили около 170 млн левов.
Следует учесть, что в болгарский военный контингент в Ираке не включены техника и персонал ООН, находившиеся в Ираке в рамках миссии ООН по содействию Ираку (United Nations Assistance Mission in Afghanistan, UNAMI), действовавшей в соответствии с резолюцией Совета Безопасности ООН № 1500 от 14 августа 2003 года.
- болгарский чиновник Н. Младенов в период с 2 августа 2013 года до 5 февраля 2015 года занимал должность главы UNAMI[31]

В сентябре 2014 года Болгария по программе военной помощи передала иракской армии 1824 автомата Калашникова и 6 млн. боеприпасов из резервов вооруженных сил Болгарии (общей стоимостью 5,96 млн. левов). В январе 2015 года были безвозмездно поставлены 18 снятых с вооружения 152-мм гаубиц Д-20.